# Nati nel 1695
| Questa pagina contiene informazioni ricavate automaticamente dalle voci biografiche con l'ausilio del template Bio e di un bot. L'aggiornamento è periodico e automatico e ricostruisce completamente la pagina. Se manca una persona in questa lista, sei pregato di non aggiungerla, ma accertati piuttosto che la sua voce biografica contenga il template Bio e che i dati anagrafici siano correttamente compilati. Se il template Bio manca, inseriscilo tu stesso o, in alternativa, metti l'avviso {{tmp\|Bio}} che ne segnala la mancanza. Se i dati riportati sono sbagliati, correggi direttamente la voce biografica; le modifiche saranno visibili in questa lista entro pochi giorni. Per chiarimenti vedi il progetto biografie. La lista contiene solo le 93 persone che sono citate nell'enciclopedia e per le quali è stato implementato correttamente il template Bio. Pagina aggiornata al 26 lug 2025. |

## Gennaio(1)
- 6 gennaio - Giuseppe Sammartini, compositore e oboista italiano († 1750)

## Febbraio(8)
- 6 febbraio - Nicolaus II Bernoulli, matematico e fisico svizzero († 1726)
- 10 febbraio - Armand-Jules de Rohan-Guémené, arcivescovo cattolico francese († 1762)
- 11 febbraio - Françoise de Graffigny, scrittrice francese († 1758)
- 13 febbraio - Francesco Maria della Rovere, doge († 1768)
- 15 febbraio - Saverio Canale, cardinale italiano († 1773)
- 19 febbraio - Konstancja Czartoryska, nobildonna polacca († 1759)
- 19 febbraio - Joannes Conradus Melchior Pichler, compositore, violinista e cantante austriaco († 1776)
- 28 febbraio - Lucio della Torre, nobile italiano († 1723)

## Marzo(7)
- 2 marzo - Bernhard Christoph Breitkopf, editore musicale tedesco († 1777)
- 3 marzo - Gabriele III Malaspina, nobile italiano († 1758)
- 9 marzo - Martín Sarmiento, religioso e saggista spagnolo († 1772)
- 12 marzo - Adrien Manglard, pittore francese († 1760)
- 19 marzo - Christian Seybold, pittore tedesco († 1768)
- 22 marzo - Christoph Friedrich Ayrmann, storico tedesco († 1747)
- 27 marzo - Johann Philipp Anton von und zu Frankenstein, vescovo cattolico tedesco († 1753)

## Aprile(6)
- 8 aprile - Johann Christian Günther, poeta tedesco († 1723)
- 14 aprile - Pietro II Guarneri, liutaio italiano († 1762)
- 16 aprile - Gabriele Verri, nobile, politico e giurista italiano († 1782)
- 18 aprile - Federico Marcello Lante Montefeltro della Rovere, cardinale e arcivescovo cattolico italiano († 1773)
- 19 aprile - Giorgio Alberto di Sassonia-Weissenfels-Barby, nobile († 1739)
- 27 aprile - Ludovico Valenti, cardinale e vescovo cattolico italiano († 1763)

## Maggio(3)
- 2 maggio - Giovanni Niccolò Servandoni, architetto, pittore e scenografo italiano († 1766)
- 3 maggio - Henri Pitot, ingegnere e fisico francese († 1771)
- 28 maggio - Alexander Leslie, V conte di Leven, nobile scozzese († 1754)

## Giugno(4)
- 16 giugno - Giovanni Giacomo Millo, cardinale italiano († 1757)
- 16 giugno - Martin van Meytens, pittore svedese († 1770)
- 23 giugno - Luisa Anna di Borbone-Condé, nobile francese († 1758)
- 25 giugno - Giambattista Spolverini, poeta italiano († 1762)

## Luglio(8)
- 2 luglio - Louis Charles César Le Tellier, generale francese († 1771)
- 6 luglio - Giovanni Francesco Brignole Sale, politico e militare italiano († 1760)
- 14 luglio - Antonio Maria Lupi, presbitero, epigrafista e antiquario italiano († 1737)
- 17 luglio - Alexandre de Gusmão, scrittore e diplomatico portoghese († 1753)
- 17 luglio - Cristiano Carlo Reinardo di Leiningen-Dachsburg-Falkenburg-Heidesheim, nobiluomo tedesco († 1766)
- 18 luglio - Boris Grigor'evič Jusupov, politico russo († 1759)
- 21 luglio - Giambattista Bortoli, teologo e arcivescovo cattolico italiano († 1776)
- 31 luglio - Alessio Ignazio Marucchi, vescovo cattolico italiano († 1754)

## Agosto(7)
- 3 agosto - Antonio Cocchi, medico, naturalista e scrittore italiano († 1758)
- 7 agosto - Pietro Gradenigo, storico italiano († 1776)
- 11 agosto - Antonia Merighi, contralto italiano († 1760)
- 11 agosto - Michelangelo Unterperger, pittore austriaco († 1758)
- 14 agosto - William Oliver, medico e filantropo britannico († 1764)
- 17 agosto - Gustaf Lundberg, pittore svedese († 1786)
- 20 agosto - Maria Luisa Elisabetta di Borbone-Orléans, nobile francese († 1719)

## Settembre(8)
- 1º settembre - Bernardino Tafuri, scrittore e bibliografo italiano († 1760)
- 2 settembre - Giovanni Battista Piamontini, scultore italiano († 1762)
- 3 settembre - Lorenzo Da Ponte, vescovo cattolico italiano († 1768)
- 3 settembre - Pietro Antonio Locatelli, compositore e violinista italiano († 1764)
- 11 settembre - Michelangelo Giacomelli, arcivescovo cattolico e letterato italiano († 1774)
- 16 settembre - Giovanni Francesco Stoppani, cardinale italiano († 1774)
- 20 settembre - Johann Lorenz Bach, organista e compositore tedesco († 1773)
- 21 settembre - Ferdinando Colonna di Stigliano, II principe di Sonnino, nobile italiano († 1775)

## Ottobre(2)
- 22 ottobre - Francesco Antonio Cavalcanti, arcivescovo cattolico italiano († 1748)
- 23 ottobre - François de Cuvilliés il Vecchio, architetto, scultore e stuccatore belga († 1768)

## Novembre(3)
- 4 novembre - Fabrizio Serbelloni, cardinale e arcivescovo cattolico italiano († 1775)
- 10 novembre - John Bevis, astronomo e medico britannico († 1771)
- 10 novembre - Luigi Armando II di Borbone-Conti, principe francese († 1727)

## Dicembre(7)
- 1º dicembre - Francesco Saverio Quadrio, presbitero, storico e scrittore italiano († 1756)
- 2 dicembre - Andrzej Stanisław Załuski, vescovo cattolico polacco († 1758)
- 4 dicembre - Francisco Serrano Frías, vescovo cattolico, missionario e santo spagnolo († 1748)
- 15 dicembre - José Rodríguez de la Oliva, pittore e scultore spagnolo († 1777)
- 19 dicembre - Andrea Locatelli, pittore italiano († 1741)
- 29 dicembre - Giovanni Battista Caracciolo, vescovo cattolico, matematico e filosofo italiano († 1765)
- 29 dicembre - Jean-Baptiste Joseph Pater, pittore francese († 1736)

## Senza giorno specificato(29)
- Elizabeth Aldworth, irlandese († 1773)
- Edward Braddock, generale britannico († 1755)
- Francisco Cajigal de la Vega, militare spagnolo († 1777)
- Antoine Calvière, organista e compositore francese († 1755)
- Bernardino Ciurini, architetto italiano († 1752)
- George Dance il Vecchio, architetto e pittore inglese († 1768)
- Nicolas-François Dupré de Saint-Maur, economista e statistico francese († 1774)
- Bartolomeo Felici, compositore e organista italiano († 1776)
- James Figg, pugile inglese († 1734)
- Anna Folkema, incisore, grafica e miniaturista olandese († 1768)
- Nicolò Gagliano, liutaio italiano
- Nikolaj Fëdorovič Golovin, ammiraglio russo († 1745)
- Elias Gottlob Haussmann, pittore tedesco († 1774)
- Ivan Kirillovič Kirilov, geografo e cartografo russo († 1737)
- Fratelli Lafranchini, svizzero († 1776)
- Louis-René Luce, incisore e tipografo francese († 1774)
- Fëdor Fëdorovič Lužin, geodeta e cartografo russo († 1727)
- Carlos Mardel, architetto e ingegnere ungherese († 1763)
- Juste-Aurèle Meissonnier, pittore, orafo e architetto francese († 1750)
- Francesco Pagano, scultore italiano († 1764)
- Giovanni Claudio Pasquini, librettista italiano († 1763)
- Giovan Battista Pollidori, scrittore, storiografo e archeologo italiano
- José Quer y Martínez, medico e botanico spagnolo († 1764)
- Filippo Randazzo, pittore italiano († 1748)
- Vincenzo Re, pittore e scenografo italiano († 1762)
- Leonardo Sconzani, pittore e miniatore italiano († 1735)
- Edward Seymour, VIII duca di Somerset, nobile britannico († 1757)
- Carl Gustaf Tessin, politico, collezionista d'arte e mecenate svedese († 1770)
- René-Josué Valin, giurista francese († 1765)